# Sutra del Loto: XIII capitolo

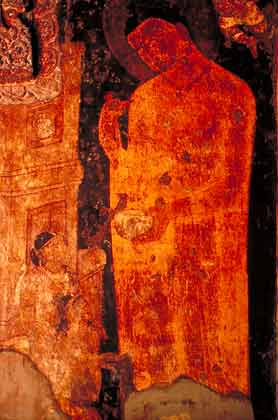
Il Buddha Śākyamuni con sua moglie Yaśodharā e il figlio Rāhula in un antico dipinto.

A seguito dei precedenti accadimenti i bodhisattva Mahāpratibhāna (Grande Predicazione) e Bhaiṣajyarāja (Re della Medicina) vollero assicurare il Buddha Śākyamuni che dopo il suo parinirvāṇa avrebbero continuato a predicare il Sutra del Loto anche nei periodi dominati dagli esseri malvagi e a rischio della propria vita. Allo stesso modo cinquecento monaci dell'Assemblea vollero rassicurare lo Śākyamuni con le medesime intenzioni. Così si aggiunsero altri monaci fino al numero di ottomila i quali giungendo le mani garantirono al Buddha l'intenzione di predicare il Sutra del Loto nel mondo di sahā.
La monaca Mahāprajāpatī, zia materna dello Śākyamuni, unitamente a seimila monache che l'accompagnavano, si alzò e rimanendo in piedi guardò fissamente il Buddha. Intuendo le perplessità di Mahāprajāpatī e delle monache lo Śākyamuni gli predisse la realizzazione dello Stato di bodhisattva e il raggiungimento dell'anuttarā-samyak-saṃbodhi. Infine il Buddha comunicò a Mahāprajāpatī la sua rinascita come Buddha Sarvasattvapriyadarśana (Dolce visione per tutti gli esseri senzienti).
Allo stesso modo, la monaca Yaśodharā, madre di Rāhula e già moglie dello Śākyamuni, pensò che le fosse precluso l'anuttarā-samyak-saṃbodhi, ma il Buddha gli profetizzò la realizzazione dello Stato di Tathāgata con il nome di Buddha Raśmiśatasahasraparipūrṇadhvaja (Bandiera con centinaia di migliaia di segni splendenti).
Il capitolo si conclude con la dichiarazione di ottanta di infinite e innumerevoli di centinaia di migliaia di bodhisattva che proclamano la predicazione del Sutra del Loto durante l'ultimo periodo del Dharma pronti ad affrontare le derisioni, gli insulti e le aggressioni degli stolti e anche l'arroganza dei finti anacoreti.